# Španjolska mornarica
Španjolska mornarica ili službeno, Armada, pomorski je ogranak španjolskih oružanih snaga i jedna od najstarijih aktivnih pomorskih snaga na svijetu. Španjolska mornarica bila je odgovorna za brojna velika povijesna postignuća u navigaciji, a najpoznatije je otkriće Amerike i prvo globalno putovanje oko svijeta od strane Elcana. Nekoliko stoljeća igrala  je ključnu logističku ulogu u širenju i konsolidaciji Španjolskog Carstva i branila je ogromnu trgovačku mrežu preko Atlantskog oceana između Amerike i Europe i Manilsku galiju preko Tihog oceana između Filipina i Amerike.
Španjolska mornarica bila je najmoćnija pomorska sila na svijetu od kraja 15. stoljeća do početka 18. stoljeća. Početkom 19. stoljeća, s gubitkom većine svog carstva, Španjolska je prešla na manju flotu, ali je zadržala veliku brodograđevnu industriju koja je proizvela važne tehničke inovacije. Španjolska mornarica izgradila je i upravljala prvim vojnim podmornicama, dala važan doprinos u razvoju ratnih brodova razarača i ponovno ostvarila prvu globalnu plovidbu, ovaj put brodom oklopnim brodom.
Glavne baze španjolske mornarice su Rota, Ferrol, San Fernando i Cartagena.

## Trenutni status
Podređena načelniku španjolskog pomorskog stožera, stacioniranom u Madridu, četiri su područna zapovjedništva: kantabrijska pomorska zona sa sjedištem u Ferrolu na atlantskoj obali, pomorska zona sa sjedištem u San Fernandu blizu Cadiza, mediteranska pomorska zona sa sjedištem u Cartageni i pomorska zona Kanarskih otoka sa sjedištem u Las Palmas de Gran Canaria. Operativne pomorske jedinice klasificirane su prema misiji i dodijeljene borbenim snagama, zaštitnim snagama ili pomoćnim snagama. Borbene snage dobivaju zadaće vođenja napadnih i obrambenih djelovanja protiv potencijalnih neprijatelja i osiguravanja pomorskih komunikacija. Njihova glavna plovila uključuju grupu nosača, mornaričke zrakoplove, transportne brodove, desantne brodove, podmornice i brze jurišne letjelice naoružane projektilima. Zaštitne snage imaju misiju osiguravanja pomorskih komunikacija preko oceana i obalnih ruta, osiguravanja prilaza lukama i pomorskim terminalima. Njihove glavne komponente su fregate, korvete i minolovci. Također ima jedinice marinaca za obranu pomorskih objekata. Pomoćne snage odgovorne su za prijevoz i opskrbu na moru i imaju različite zadatke poput operacija obalne straže, znanstvenog rada i održavanja plovila za obuku. Osim opskrbnih brodova i tankera, snage  uključuju razarače i veliki broj ophodnih letjelica.
Od 2012. Armada broji 20.800 pripadnika.